# Стара кућа Милана Гајића у Малешеву
Стара кућа Милана Гајића у Малешеву се налазила у близини центра села, саграђена почетком 20. векa у духу традиционалног народног градитељства, налази се на списку непокретних културних добара као споменик културе.

## Опис куће
Кућа je правоугаоне основе димензија 11,40 x 3,80 м. Темељи су од ломљеног камена преко којих належу храстове греде темељаче. Зидови су бондручне конструкције са испуном од долме. Кров је четвороводни, a кровни покривач је од ћерамиде постављене на ширим цепаним храстовим даскама.
Унутрашњи простор састоји се од „кућe” која заузима централно место и у њој се налази отворено огњиште и две собе, једне веће и друге мање, које су опремљене предметима материјалне културе овога краја са почетка 20. века. У „кући“ се налази отворено огњиште са оџаклијом.
Кућа је након обрушавања крова срушена.